# Karl-Wilhelm von Schlieben
Pour les articles homonymes, voir von Schlieben.
Karl-Wilhelm von Schlieben (30 octobre 1894 à Eisenach - 18 juin 1964 à Gießen) est un General der Infanterie allemand qui a servi au sein de la Heer dans la Wehrmacht pendant la Seconde Guerre mondiale. Il combattra pendant la bataille de France (mai-juin 1940) sur le front de l'Est  et pendant la bataille de Normandie (juin 1944). Assurant la défense de Cherbourg, il y sera fait prisonnier par les Américains.

## Biographie

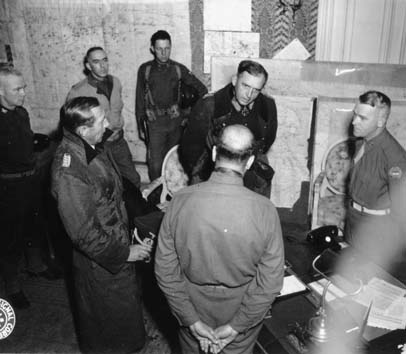
Reddition allemande de Cherbourg le 26 juin 1944 au château de Servigny à Yvetot-Bocage. Devant la table, de gauche à droite l'amiral Walter Hennecke, le général Karl-Wilhelm von Schlieben et le général américain Joseph Lawton Collins.

Karl-Wilhelm est le fils du major prussien et chef du 83e régiment d'infanterie de réserve Wilhelm von Schlieben (1864-1914) et de son épouse Gabriele, née von Kreutzburg (née en 1870). 
Karl-Wilhelm von Schlieben rejoint le 3e régiment à pied de la Garde de l'armée prussienne en août 1914 en tant que Fahnenjunker (un soldat accepté pour suivre la formation d'officier). Il est affecté au bataillon de formation et de remplacement des gardes à pied. En septembre 1914, après avoir terminé sa formation militaire de base, il rejoint le front où il est blessé seulement 13 jours plus tard. Au printemps 1916, il prend le commandement d'une compagnie dans un régiment d'infanterie. Plus tard dans la même année, il est nommé adjudantdu régiment et officier d'ordonnance. Blessé en novembre 1916, il reprend son poste dans le régiment en janvier 1917.

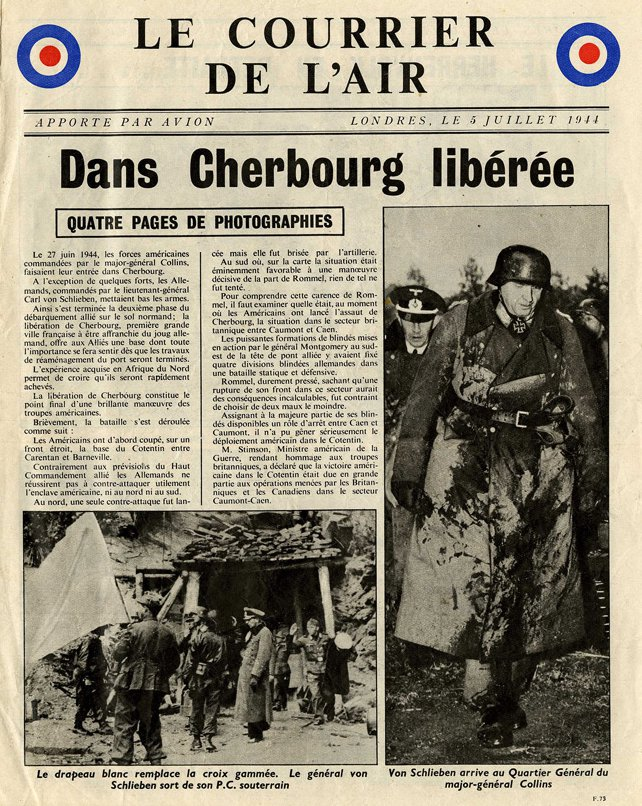
Propagande britannique montrant le général lors de la capitulation à Cherbourg des forces nazies.

Lors de la Seconde Guerre mondiale, il sert comme commandant du régiment de la 1re division blindée (1re Panzerdivision) pendant la bataille de France  jusqu'en août 1940 ; à la suite de l'armistice avec la France, il est transféré à la 14. Panzerdivision, en tant que commandant du Panzer-Grenadier-Regiment. 108 alors basé en France. Il sert ensuite comme commandant de brigade de la 4e division blindée sur le front de l'Est, à partir de juin 1942. Mais cette division est complètement détruite en février 1943 pendant la bataille de Stalingrad. Von Schlieben commande alors la 208e division d'infanterie, toujours sur le front de l'Est.
En avril 1943, il prend le commandement de la 18e Panzerdivision, qui a été déployée sur le front de l'Est jusqu'à ce que cette division soit dissoute à la suite de très lourdes pertes lors de la bataille de Koursk. D'octobre à décembre 1943, von Schlieben est en réserve puis prend le commandement de la 709e division d'infanterie, basée en Normandie.
Cette 709e division est une division d'infanterie statique, utilisée pour l'occupation du territoire français et en protection contre les raids alliés et la menace d'un débarquement. La division fait mouvement vers la côte normande dès le début du débarquement allié, le 6 juin 1944 et combat donc dans les premiers jours de la bataille de Normandie, se retrouvant rapidement prise au piège après que les forces américaines eurent isolé le nord du Cotentin. 
Le 23 juin 1944, le Generalleutnant von Schlieben est nommé commandant de Cherbourg. Sur ordre d'Hitler, le haut commandement allemand avait désigné la ville et son port comme  « forteresse »  (Festung), devant résister jusqu'au bout. 
Cependant, seulement 3 jours plus tard, von Schlieben et les restes de sa division se rendent au général Manton S. Eddy, le commandant de la 9e division d'infanterie américaine. le Generalleutnant Karl-Wilhelm von Schlieben fut couvert d'accusations et de critiques par Hitler.
Le 26 juin 1944, à 16 h, avec le contre-amiral Walter Hennecke, il signe la reddition de Cherbourg au château de Servigny près de Valognes, et est fait prisonnier. Le 9 août 1945, il est transféré dans le camp de prisonniers de Island Farm à Bridgend dans le pays de Galles. Il est libéré de sa captivité le 7 octobre 1947.
Karl-Wilhelm von Schlieben meurt le 18 juin 1964 à Gießen dans le Land de Hesse en Allemagne de l'Ouest.
Il était marié à Elenor von Schlieben née Kracker von Schwaerzenfeldt décédée à l'âge de 88 ans, le 17 février 2000. Ils ont eu six enfants.

## Promotions
| Charakter als Fahnenjunker | 1914 |
| Fähnrich                   | 1915 |
| Leutnant                   | 1915 |
| Oberleutnant               | 1925 |
| Hauptmann                  | 1929 |
| Major                      | 1935 |
| Oberstleutnant             | 1938 |
| Oberst                     | 1941 |
| Generalmajor               | 1943 |
| Generalleutnant            | 1944 |

## Décorations
- Croix de fer
- Médaille du Front de l'Est
- Croix de chevalier de la Croix de fer 17 mars 1943